# Beyond Meat
Beyond Meat — американская компания, крупнейший мировой производитель заменителей мяса на растительной основе. Компания основана в Лос-Анджелесе в 2009 году. Линейка продуктов компании включает в себя пищевые продукты, которые имитируют вкус и фактуру курятины, свинины и говядины.

## История
Компания изначально была основана Итаном Брауном в 2009 году в Калифорнии под названием Savage River Inc. Вначале Браун связался с двумя профессорами Миссурийского университета, Фу-Хун Се и Гарольдом Хаффом, которые к тому времени уже много лет совершенствовали свой постный белок. Двое профессоров провели почти десять лет в лаборатории университета, работая с разными температурами и давлением, чтобы их смесь соевых бобов и горохового протеина «была максимально приближена к внешнему виду и ощущениям настоящей курицы». Им потребовалось ещё пять лет, чтобы разработать рецепт первого продукта Beyond Meat, «Chicken-Free Strips», который компания выпустила в ограниченном количестве магазинов в 2012 году.
Стартап получил венчурное финансирование от GreatPoint Ventures, Obvious Corporation, Билла Гейтса, Биза Стоуна, Humane Society и Tyson Foods. Компания начала продавать куриные продукты собственного производства на растительной основе в супермаркетах Whole Foods в США в апреле 2013 года. В 2014 году она разработала имитацию продукта из говядины «Beyond Burger». Организация People for the Ethical Treatment of Animals назвала Beyond Meat своей компанией года в 2013 году. В 2014 году Beyond Meat расширила свое присутствие с 1500 до 6000 магазинов в США.
В октябре 2016 года Tyson Foods приобрела 5 % акций Beyond Meat, но продала свою долю в компании и прекратила инвестирование в апреле 2019 года, перед первичным публичным размещением акций.
В июне 2018 года Beyond Meat открыла свой второй производственный объект в Колумбии (штат Миссури), что привело к трехкратному увеличению производственных площадей компании. В том же месяце они открыли научно-исследовательскую лабораторию площадью 2400 м² в Эль-Сегундо, штат Калифорния, побережье залива Санта-Моника), в которой работают почти 100 сотрудников.
Компания утверждает, что в 2020 г. имеет 27 тыс. различных точек распространения своей продукции в США и выводит свои продукты на 50 международных рынков, сотрудничая с Tesco в Великобритании и Tim Hortons и A&W в Канаде.
Beyond Meat торгуется на бирже NASDAQ в США под тикером BYND.
По состоянию на март 2021 года рыночная стоимость Beyond Meat составляла 9,1 млрд долларов США.
28 июля 2022 акции компании Beyond Meat рухнули в цене почти на 6 %, на фоне появления новостей о том, что «Макдоналдс» решила завершить тестирование бургера McPlant с котлетой от компании, в своих заведениях в США; всего же за год акции Beyond Meat потеряли в цене 53 %, а капитализация компании опустилась до 2 миллиардов долларов.
В России розничная продажа растительного мяса Beyond Meat стартовала в конце 2019 года. На начало 2020 года его стоимость в московских магазинах составляет около 3000 рублей. Блюда из Beyond Meat включены в меню нескольких московских ресторанов, в том числе фастфуда.

## Продукция

### Chicken Strips
Первый продукт компании, выпущенный в 2012 году, был разработан для имитации курятины и продавался в замороженном виде. Продукт был лицензирован у Гарольда Хаффа и Фу-Хун Се из Миссурийского университета. 
Продукт изготавливался из «соевого порошка, безглютеновой муки, морковного волокна и других ингредиентов», которые были смешаны и загружены в пищевую экструзионную машину, которая готовит смесь, продавливая ее через специально разработанный механизм, который использует пар, давление и холодную воду, для придания продукту текстуры, напоминающей курицу. 
Продукт получил высокую оценку некоторых знаменитостей, но журналисты, попробовавшие его, сказали, что «сходство с настоящей курицей было в лучшем случае посредственным». 
В 2019 году его сняли с производства.

### Beyond Burger
В феврале 2015 года компания выпустила новый продукт, имитирующий говяжью котлету для гамбургеров. 
Beyond Burger сделан из изолятов горохового протеина, рисового протеина, протеина маша, масла канолы, кокосового масла, картофельного крахмала, яблочного экстракта, лецитина подсолнечника и порошка граната. 
Версия из говядины с эффектом «кровотечения» производится с использованием сока красной свеклы.
Продукты сертифицированы как не содержащие генетически модифицированных ингредиентов. 
Количество ингредиентов и процессов, задействованных в производстве Beyond Burger, означает, что он классифицируются как ультраобработанный пищевой продукт (Ultra-processed food), по классификации NOVA food.
«Макдоналдс» начала тестировать бургер McPlant с котлетой от компании в своих кафе в разных странах мира в феврале 2021 года, пробные продажи стартовали со Скандинавии. 
В конце июля 2022 компания «Макдоналдс» решила завершить тестирование бургера, в своих заведениях в США, где этот продукт предлагался в 25 точках.